# نگران نباش عزیزم (فیلم ۲۰۲۲)
نگران نباش عزیزم (انگلیسی: Don't Worry Darling) فیلمی آمریکایی در ژانر دلهره‌آور روان‌شناختی به کارگردانی اولیویا وایلد از سال ۲۰۲۲ است. فیلم‌نامهٔ این فیلم را کیتی سیلبرمن بر اساس داستانی از کری ون دایک، شین ون دایک و سیلبرمن به نگارش درآورده است. تولید این فیلم بر عهدهٔ نیو لاین سینما و ورتیگو انترتینمنت بوده‌است. فلورنس پیو نقش یک زن خانه‌دار ناراضی در دههٔ ۱۹۵۰ و هری استایلز نقش همسرش را ایفا می‌کند. وایلد، جما چان، کیکی لین، نیک کرول و کریس پاین از دیگر بازیگران فیلم هستند.
پس از موفقیت هنری اولین تجربهٔ کارگردانی بلند وایلد، بوک اسمارت (۲۰۱۹)، مناقصه‌ای چند استودیویی برای کسب حق انتشار دومین فیلم او رخ داد که در نهایت نیو لاین سینما پیروز شد. پیو در آوریل ۲۰۲۰ به گروه بازیگران پیوست و استایلز در سپتامبر آن سال به این گروه اضافه شد و جایگزین شایا لباف شد. فیلمبرداری در اکتبر ۲۰۲۰ در لس آنجلس آغاز شد و تا فوریه ۲۰۲۱ ادامه داشت. طبق گزارش‌ها، تولید مشکل‌ساز فیلم از جمله گزارش‌های متناقض در مورد شرایط خروج لباف و درگیری‌های بین وایلد و پیو موضوع مورد پوشش رسانه‌ها و جنجال‌ها بود.
نگران نباش عزیزم در ۵ سپتامبر ۲۰۲۲ در هفتاد و نهمین دوره جشنواره بین‌المللی فیلم ونیز به نمایش درآمد و در ۲۳ سپتامبر ۲۰۲۲ به‌وسیلهٔ برادران وارنر پیکچرز در ایالات متحده اکران شد. این فیلم با نقدهای ضد و نقیضی از سوی منتقدان مواجه شد که نقش‌آفرینی استایلز، فیلم‌برداری و طراحی صحنه مورد ستایش قرار گرفت اما از فیلم‌نامه و کارگردانی انتقاد شد. منتقدان به شباهت‌های این فیلم با دیگر آثار این ژانر مانند همسران استپفورد (۱۹۷۵) و برو بیرون (۲۰۱۷) تأکید داشتند. این فیلم با بودجهٔ ۳۵ میلیون دلاری ساخته شد و بیش از ۸۸ میلیون دلار در جهان فروش داشت.

## داستان
آلیس و جک چمبرز زوج جوان و شادی هستند که در دهه ۱۹۵۰ در شهر شرکت به ظاهر عالی ویکتوری زندگی می‌کنند که توسط شرکت مرموز جک ساخته شده‌است. این موضوع باعث کنجکاوی آلیس در مورد ماهیت کار شوهرش در این پروژهٔ مخفی می‌شود.

## بازیگران
- فلورنس پیو در نقش آلیس
- هری استایلز در نقش جک
- اولیویا وایلد در نقش بانی
- کریس پاین در نقش فرانک
- جما چان در نقش شلی
- کیکی لین در نقش مارگارت
- سیدنی چندلر در نقش بانی
- نیک کرول در نقش بیل
- آلیشا هنگ در نقش رز
- داگلاس اسمیت در نقش جان
- کیت برلانت در نقش پگ
- آصف علی در نقش پیتر
- تیموتی سیمونز در نقش دین
- آریل سچل در نقش کوین
- دیتا ون تیز در نقش رقاص
- مارچلو جولین ریس در نقش فرد
- ماریا جاستیس در نقش باربارا

## تولید

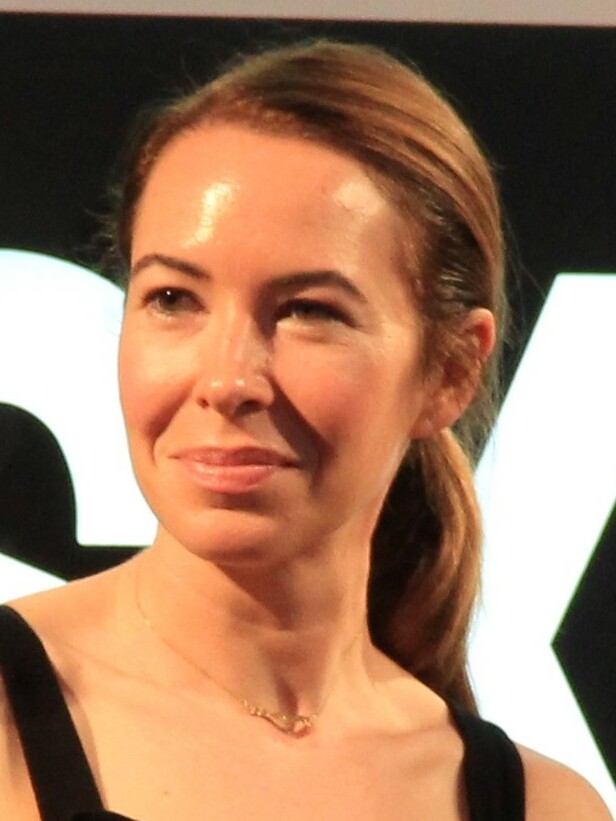
کیتی سیلبرمن ، فیلمنامه نویس فیلم.

این فیلم در اوت ۲۰۱۹، پس از یک مزایده بین ۱۸ استودیو برای به دست آوردن پروژه بعدی کارگردان اولیویا وایلد اعلام شد. نیو لاین سینما بعداً برنده این مزایده شد. فیلم‌نامه گمانی توسط برادران کری و شین ون دایک نوشته شده‌است. فیلمنامه در لیست سیاه ۲۰۱۹ ظاهر شد. کیتی سیلبرمن برای بازنویسی داستان استخدام شد که بعداً فیلم‌نامه را تکمیل کرد.
در آوریل ۲۰۲۰، فلورنس پیو، شایا لباف و کریس پاین به جمع بازیگران فیلم ملحق شدند، و داکوتا جانسون ماه بعد به آن ملحق شد. در سپتامبر ۲۰۲۰، هری استایلز به جمع بازیگران فیلم ملحق شد، و جایگزین لباف شد که گفته می‌شد به دلیل درگیری در برنامه‌ریزی‌هایش آن را ترک کرده بود. با این حال، بعداً گزارش شد که لباف توسط وایلد به دلیل رفتار بد و درگیری با بازیگران و گروه تولید اخراج شده‌است. در اکتبر ۲۰۲۰، جما چان و کیکی لین به جمع بازیگران فیلم پیوستند و لین جایگزین جانسون شد که به دلیل برنامه‌ریزی دختر گمشده (۲۰۲۱) مجبور به ترک این پروژه شده بود. در همان ماه سیدنی چندلر، نیک کرول، داگلاس اسمیت، کیت برلانت ، آصف علی، تیموتی سیمونز و آریل استاچل به جمع بازیگران فیلم پیوستند.
تصویربرداری اصلی در ۲۰ اکتبر ۲۰۲۰ در لس آنجلس آغاز شد. پس از مثبت شدن آزمایش کووید ۱۹ یکی از خدمه که منجر به قرنطینه ستارگان اصلی فیلم شده بود، مراحل تولید در ۴ نوامبر به مدت دو هفته متوقف شد. فیلمبرداری در ۱۳ فوریه ۲۰۲۱ به پایان رسید. موسیقی متن اصلی فیلم توسط جان پاول ساخته شده‌است.

## بازاریابی
وایلد در سینماکان ۲۰۲۲ تأیید کرد که این ایده فیلم از سرآغاز، ماتریکس و نمایش ترومن الهام گرفته شده‌است. تریلر فیلم ابتدا در سینماکان نمایش داده شد، و در ۲ می ۲۰۲۲ به صورت آنلاین منتشر شد.

## انتشار
نگران نباش عزیزم در ۵ سپتامبر ۲۰۲۲ برای اولین بار در هفتاد و نهمین دوره جشنواره بین‌المللی فیلم ونیز نمایش داده شد. این فیلم در ۲۳ سپتامبر ۲۰۲۲ اکران شد. این فیلم در ۲۵ اکتبر ۲۰۲۲ برای VOD و در ۲۹ نوامبر ۲۰۲۲ بر روی فرمت‌های اولترا اچ‌دی بلوری و دی‌وی‌دی بلوری منتشر شد. پخش آن برای مشترکان اچ‌بی‌او مکس در ۷ نوامبر ۲۰۲۲ آغاز شد. این فیلم در طول هفته اول پخش، در بین ۲٫۷ میلیون خانواده تماشا شد.

## بازخورد
نگران نباش عزیزم نقدهای ضد و نقیضی را از سوی منتقدان دریافت کرد. نقش‌آفرینی پیو تحسین شد اما در زمینهٔ فیلم‌نامه، نقش‌آفرینی استایلز و کارگردانی وایلد مورد انتقادهایی قرار گرفت. در وبگاه جمع‌آوری نقد راتن تومیتوز، ٪۳۹ از ۳۲۷ بررسی منتقدان مثبت است، و میانگینِ امتیاز آن ۵٫۴/۱۰ است. اجماع این وبگاه چنین می‌نویسد: «علیرغم صفی آراسته و جذاب از استعدادها در هر دو طرف دوربین، نگران نباش عزیزم اغلب مضامینی درهم‌آمیخته و تکراری از موضوعاتی بیش از حد آشنا را به نمایش می‌گذارد.» این فیلم در متاکریتیک که از میانگین وزنی استفاده می‌کند، بر اساس نظر ۶۲ منتقدین امتیاز ۴۸ از ۱۰۰ را کسب کرده که نشان‌گر «نقدهای مختلط یا متوسط» است. تماشاگران شرکت‌کننده در نظرسنجی سینماسکور به فیلم نمره «B–» در مقیاس A+ تا F دادند. همچنین در پست‌ترک نمره کلی ٪۶۷ مثبت را به فیلم دادند و ٪۵۳ درصد گفتند که قطعاً آن را توصیه می‌کنند.